# Калантаевский, Фёдор Романович
Фёдор Романович Калантаевский (25 мая 1907, Любовка, Краснокутский район — 29 октября 1975, Хромово, Донецкая область) — управляющий отделением Артемовского свеклосовхоза Полтавской области Украинской ССР.

## Биография
Родился 25 мая 1907 года в селе Любовка. Образование начальное. С 1918 года работал в сельском хозяйстве.
В 1941 году был призван на Черноморский флот, старший краснофлотец. Участвовал в Великой Отечественной войне с 1941 по 1945 год. Участвовал в обороне Крыма и обороне Кавказа. В 1945 году демобилизован в звании старшина 2-й статьи.
Работал в Артемовском свеклосовхозе Полтавской области. В 1947 году его отделение добилось урожая ржи 35 центнеров с гектара. 30 апреля 1948 года за получение высокого урожая Калантаевскому Фёдору Романовичу присвоено звание Героя Социалистического Труда с вручением ордена Ленина и медали «Серп и Молот».
Жил в поселке городского типа Артемовское Чутовского района Полтавской области. Умер 29 октября 1975 года.
Награждён 2 орденами Ленина, орденом Трудового Красного Знамени, медалями, в том числе «За оборону Севастополя» и «За оборону Кавказа».